# إسماعيل بن أبان
أَبُو إِسْحَاقَ إِسْمَاعِيلُ بْنُ أَبَانَ الْوَرَّاقُ الْكُوفِيُّ، توفي حوالي عام 216 هـ أحد رواة الحديث عند أهل السنة والجماعة. وهو غير إسماعيل بن أبان الغنوي. فالغنوي متروك الحديث.

## أقوال العلماء فيه
- قال أحمد بن حنبل: «إسماعيل بن أبان الوراق ثقة.» وقال: «صدوق في الحديث صالح الحديث لا بأس به كثير الحديث.»
- وقال عثمان بن أبي شيبة: «إسماعيل بن أبان الوراق ثقة صحيح الحديث.»
- وقال البخاري: «صدوق.»
- وقال النسائي: «ليس به بأس.»
- وقال يحيى بن معين: «إسماعيل بن أبان الوراق ثقة وإسماعيل بن أبان الغنوي كذاب».
- وقال الدارقطني: «ثقة مأمون.»
- وقال الذهبي: «كان من أئمة الحديث.»[2][3][4]

## شيوخه وتلاميذه
- شيوخه ومن روى عنهم: روى عن عبد الرحمن بن سليمان بن الغسيل، وإسرائيل بن يونس ومسعر بن كدام وعبد الحميد بن بهرام وأبي الأحوص وعيسى بن يونس وعبد الله بن إدريس وعبد الله بن المبارك وخلق.
- تلاميذه ومن روى عنه: روى عنه محمد بن إسماعيل البخاري، وأبو داود والترمذي بواسطة وأحمد بن حنبل ويحيى بن معين وأبو خيثمة وعثمان بن أبي شيبة والقاسم بن زكريا بن دينار والدارمي السمرقندي وأبو زرعة الرازي وأبو حاتم الرازي ويعقوب بن شيبة وجماعة.[5]